# Муслиева, Тамара Магомедовна
Тама́ра Магоме́довна Мусли́ева (17 января 1937 года, Шали, Чечено-Ингушская АССР, РСФСР, СССР) — звеньевая свекловодческого совхоза «Джалка» Шалинского района, Герой Социалистического Труда (31 декабря 1965 года), депутат Верховного Совета СССР, делегат XXIII съезда КПСС.

## Биография
Родилась 17 января 1937 года в селе Шали. У неё было пять сестёр и два брата. Была старшим ребёнком в семье. С детства приходилось много трудиться, заботиться о младших детях, помогать матери.
В годы депортации семья жила в Алма-Атинской области. Отец воевал на фронте, мать ухаживала за парализованной бабушкой. Тамара работала в колхозе, занималась выращиванием свёклы. Приходилось совмещать работу в поле с учёбой. После окончания восьми классов вынуждена была оставить школу.
В 1961 году семья вернулась в родное село. Муслиева стала сначала звеньевой, а затем бригадиром свекловодческой бригады в совхозе «Джалка» Шалинского района. Её бригада была одной из лучших в республике.
Однажды из-за сильных апрельских дождей река Джалка вышла из берегов. Вода по арыку хлынула на поля и могла уничтожить весь урожай. Муслиева своим телом перекрыла поток и таким образом остановила воду. Через два часа её заметил водитель проезжавшей машины. Он вытащил её из воды и засыпал арык. Муслиева сильно простудилась и долго лежала в больнице.
После выписки её перевели на более лёгкий труд на птицефабрику. Однако и там она работала так, что заменила пять мужчин, работавших до неё. Через некоторое время вернулась в свою бригаду. Работала вплоть до Второй чеченской войны. Была депутатом Верховного Совета СССР, делегатом XXIII съезда КПСС.
За ударный труд она была награждена более чем 80 грамотами. 31 декабря 1965 года была награждена Орденом Ленина и медалью «Серп и Молот». Жалеет только о том, что у неё нет ордена «Мать-героиня» — ей так и не удалось обзавестись семьёй.

## Награды и звания
- Герой Социалистического Труда (1965);
- Орден Ленина (1965);
- более 80 грамот и других наград.